# Šipovice
Šipovice (cyr. Шиповице) – wieś w Czarnogórze, w gminie Bijelo Polje. W 2011 roku liczyła 44 mieszkańców.